# Surangel Whipps Jr.
Surangel S. Whipps Jr. (Baltimora, 9 agosto 1968) è un politico palauano, presidente della Repubblica di Palau dal 21 gennaio 2021. Dopo il primo mandato, è stato riconfermato alle elezioni del 2024.
Già senatore dal 2008 al 2016, proviene dallo Stato di Ngatpang.